# The Red Badge of Courage (pel·lícula)
|  | Aquest article tracta sobre la pel·lícula dirigida per John Huston. Si cerqueu la novel·la original, vegeu «The Red Badge of Courage». |

 The Red Badge of Courage  és una pel·lícula estatunidenca de John Huston estrenada el 1952 segons la novel·la de Stephen Crane. A Espanya es va estrenar amb el títol de La Roja Insignia del Valor

## Argument
Ambientada en la guerra de secessió americana, un jove descobreix l'horror de la guerra al mateix temps que demostra el seu valor personal com a soldat.
El guió de la pel·lícula va ser realitzat pel mateix Huston i està basat en la novel·la de Stephen Crane.
Huston va utilitzar angles de càmera del cinema negre per crear un entorn inquietant del camp de batalla. Segons la novel·la "Picture" que Lillian Ross va fer sobre la pel·lícula, sembla que Huston va pensar que podia ser la seva millor cinta, però va acabar renegant d'ella i es va sentir frustrat quan es va alterar el seu muntatge final per part de la productora i van tallar el metratge deixant-ho en 69 minuts de durada.
Tres dels actors de la pel·lícula van servir realment en la segona guerra mundial i alguns van ser fins i tot herois de guerra, com és el cas de Audie Murphy.
D'acord amb els registres de la MGM, la pel·lícula va guanyar 789.000 dòlars en els EUA i Canadà, i 291.000 dòlars en altres països, la qual cosa va suposar una pèrdua d'1.018 milions de dòlars. Això va fer que fos una de les pel·lícules menys reeixides de l'estudi d'aquell any, a pesar que no es va perdre tants diners com amb Calling Bulldog Drummond, Mr. Imperium o Inside Straight.

## Repartiment
- Audie Murphy
- Andy Devine
- Robert Easton
- Douglas Dick
- Tim Durant
- Arthur Hunnicutt
- Royal Dano
- John Dierkes
- Bill Mauldin

## Nominacions
- BAFTA a la millor pel·lícula 1952